# Klassens perfekte jul
Klassens perfekte jul è una serie TV danese del 2018, diretta da Maria Nyborg Andreassen e Luca August Hintze. Si tratta di uno spin-off natalizio della serie TV Klassen (2016-in produzione), ed è stato preceduto, nel 2017, da una analoga produzione intitolata Klassens jul.

## Trama
La tradizionale escursione natalizia nella casa di vacanze del prof Michael - alla quale la classe è abituata fin da anni addietro - viene annullata, in buona parte per l'invidia che il nuovo arrivato, Magnus, prova per i compagni. In alternativa la scolaresca partecipa ad un concorso pubblico, in cui la classe con maggior spirito natalizio della nazione verrà premiata con un soggiorno in un castello. Nello stesso tempo un malvagio "Babbo Natale" fa la sua comparsa sui telefonini e sui social, e, con azioni di sabotaggio, minaccia di rovinare ogni aspettativa di vittoria della classe.
Mentre tutti si adoperano per vincere il concorso, i sospetti su chi sia il malvagio Babbo Natale si avvicendano e si moltiplicano, grazie al fatto che ciascuno si interessa degli affari di ciascun altro, spia liberamente nelle borse e nei diari privati altrui, pedina gli altri, raccoglie da terra paccottiglia che potrebbe rappresentare un minimo indizio, non si perita neanche di rovistare nella spazzatura.
La classe vince il concorso, ed è solo quando tutti si ritrovano nel castello, sotto Natale, che il mistero del malvagio Babbo Natale, e le sue motivazioni, vengono chiariti.

## Colonna sonora
La sigla musicale della serie, Drama, è stata composta da Engelina Andrina e Karl-Frederik Reichhardt, ed è eseguita da Bastian Lars Andreasen e Melina Töpcü (una delle protagoniste femminili della III e IV stagione della serie Klassen).